# 이자벨 낭티
이자벨 낭티(Isabelle Nanty, 1962년 1월 21일 ~ )는 프랑스의 배우이다.

## 출연 작품
- 아멜리에 - 조제뜨 역
- 레 투쉐 3
- 파힘 - 마틸드 역
- 썸머 85 - 로빈 부인 역
- 미스 - 욜란드 역